# Гигиеническая гипотеза
В медицине гигиеническая гипотеза гласит, что воздействие определённых организмов (таких как кишечная флора и гельминты) в раннем детстве защищает от аллергических заболеваний, способствуя развитию иммунной системы. В частности, считается, что недостаточный контакт с микроорганизмами приводит к нарушениям в формировании иммунной толерантности. Период воздействия начинается во внутриутробном и заканчивается в школьном возрасте.
В то время как ранние версии гипотезы относились к воздействию микробов в целом, обновлённые версии применимы к определённому набору видов микробов, которые эволюционировали вместе с людьми. Обновлениям были даны различные названия, включая гипотезу истощения микробиома, гипотезу микрофлоры и гипотезу «старых друзей». Существует значительное количество доказательств, подтверждающих идею о том, что отсутствие контакта с этими микробами может приводить к развитию аллергии или других болезней, хотя научные разногласия всё ещё существуют.
Термин «гигиеническая гипотеза» некоторые учёные считают ошибочным, потому что люди неправильно интерпретируют его, как относящийся к личной гигиене. Ограничение личной гигиены, например отказ от мытья рук перед едой, просто увеличит риск заражения, не оказывая никакого влияния на аллергию или иммунные нарушения. Гигиена важна для защиты уязвимых групп населения, таких как пожилые люди, от инфекций, предотвращения распространения устойчивости к антибиотикам и для борьбы с возникающими инфекционными заболеваниями, такими как Эбола или COVID-19. При этом гипотеза не предполагает, что большее количество инфекций в детстве принесёт пользу в дальнейшем.

## Обзор
Идея о связи между паразитарной инфекцией и иммунными расстройствами была впервые предложена в 1968 году. Первоначальная формулировка гигиенической гипотезы датируется 1989 годом, когда Дэвид Страчан (David Strachan) предположил, что более низкий уровень инфекции в раннем детстве может быть объяснением роста аллергических заболеваний, таких как астма и сенная лихорадка, в течение XX века.
Гипотеза гигиены изучается также в контексте более широкого круга состояний, на которые влияет иммунная система, особенно воспалительных заболеваний. К ним относятся диабет 1 типа, рассеянный склероз, некоторые типы депрессии и рак. Например, глобальное распространение рассеянного склероза отрицательно коррелирует с распространением гельминта Trichuris trichiura, а частота заражений гельминтом отрицательно коррелирует с инфекцией Helicobacter pylori. Первоначальная гипотеза Страчана не могла объяснить динамику распространения различных аллергических состояний, например, почему респираторные аллергии начали распространяться намного раньше, чем пищевая аллергия.
В 2003 году Грэм Рук (Graham Rook) предложил «гипотезу старых друзей» (англ. old friends hypothesis), которая давала рациональное объяснение связи между воздействием микробов и воспалительными заболеваниями. Гипотеза утверждает, что жизненно важные микробные воздействия — это не простуда, грипп, корь и другие распространённые детские инфекции, которые развились относительно недавно за последние 10000 лет, а скорее микробы, уже присутствующие во время эволюции млекопитающих и человека, которые могли сохраняться в небольших группах охотников-собирателей в качестве микробиота, перенося при этом латентные инфекции. Грэм Рук предположил, что совместная эволюция с этими видами привела к тому, что они стали играть положительную роль в развитии иммунной системы.
Первоначальная формулировка гипотезы гигиены также была основана на идее о том, что в небольших семьях дети испытывают недостаточное воздействие микробов отчасти из-за меньшего распространения инфекций от человека к человеку, но также из-за «улучшенных бытовых удобств и более высоких стандартов личной гигиены». Вероятно именно по этой причине Дэвид Страчан ввёл название «гипотезой гигиены». Меры общественного здравоохранения, такие как санитария, питьевая вода и сбор мусора, сыграли важную роль в сокращении распространённости холеры, брюшного тифа, они также лишили людей возможности контактировать со «старыми друзьями», живущими в тех же средах обитания.
С гипотезой гигиены связывают также рост аутоиммунных заболеваний и острого лимфобластного лейкоза среди молодых людей в развитых странах. Изменения микробиома кишечника может быть также причиной распространения аутизма. Риск хронических воспалительных заболеваний также зависит от таких факторов, как диета, загрязнение окружающей среды, физическая активность, ожирение, социально-экономические факторы и стресс. Генетическая предрасположенность также входит в число факторов.

## Эволюция иммунной системы
Люди и микробы эволюционировали вместе на протяжении тысячелетий. Однако считается, что человеческий вид в своей истории прошёл через множество фаз, характеризующихся воздействием различных патогенов. Например, в очень ранних человеческих обществах небольшое взаимодействие между его членами привело к определённому отбору относительно ограниченной группы патогенов, у которых была высокая скорость передачи. Считается, что иммунная система человека, вероятно, подвергается избирательному давлению со стороны патогенов, которые ответственны за подавление определённых аллелей и, следовательно, фенотипов у людей. Гены талассемии, которые сформированы видами Plasmodium, выражающими давление отбора, могут быть моделью для этой теории, но не показаны in vivo.
Недавние сравнительные геномные исследования показали, что гены иммунного ответа (кодирующие белки и некодирующие регуляторные гены) имеют меньше эволюционных ограничений и гораздо чаще становятся мишенью для положительного отбора патогенов, которые эволюционируют вместе с человеком. Из всех различных типов патогенов, которые, как известно, вызывают заболевание у людей, гельминты заслуживают особого внимания из-за их способности изменять распространённость или тяжесть определённых иммунных реакций человека. Недавнее исследование показало, что паразитические черви оказали более сильное избирательное давление на отдельные гены человека, кодирующие интерлейкины и рецепторы интерлейкина, чем вирусные и бактериальные патогены. Считается, что гельминты имеют такой же возраст, как и адаптивная иммунная система, что позволяет предположить, что они, возможно, эволюционировали совместно, а также подразумевает, что наша иммунная система была приспособлена для борьбы с глистными инфекциями, поскольку потенциально могла взаимодействовать с ними в раннем младенчестве. Взаимодействие хозяин-патоген — очень важная взаимосвязь, которая определяет развитие иммунной системы в раннем возрасте.

## Доказательства
Существует значительное количество доказательств, подтверждающих идею о том, что воздействие микробов связано с аллергией или другими болезненными состояниями, хотя научные разногласия всё ещё существуют. Поскольку гигиену сложно оценить или измерить напрямую, используются косвенные маркеры, такие как социально-экономический статус, доход и диета.
Исследования показали, что различные иммунологические и аутоиммунные заболевания гораздо реже встречаются в развивающемся мире, чем в промышленно развитом мире, и что у иммигрантов из развивающихся стран все чаще развиваются иммунологические расстройства в зависимости от времени, прошедшего с момента прибытия в промышленно развитый мир. Это верно при астме и других хронических воспалительных заболеваниях. Увеличение частоты аллергии в первую очередь связано с диетой и снижением разнообразия микробиома, хотя механизм этой связи неясен.
Использование антибиотиков на первом году жизни было связано с астмой и другими аллергическими заболеваниями, повышенная вероятность астмы также связана с родами путём кесарева сечения. Однако, по крайней мере, одно исследование показывает, что уровень личной гигиены может не иметь отношения к заболеваемости астмой. Использование антибиотиков снижает разнообразие микробиоты кишечника. Хотя несколько исследований показали связь между использованием антибиотиков и вероятностью развития астмы или аллергии, другие исследования предполагают, что этот эффект связан с более частым использованием антибиотиков у детей с астмой. Тенденции в использовании вакцин также могут иметь значение, но эпидемиологические исследования не обеспечивают последовательной поддержки пагубного воздействия вакцинации / иммунизации на частоту атопии. Гипотеза «старых друзей» подтверждается открытием того, что микробиом кишечника различается между аллергическими и неаллергическими детьми в Эстонии и Швеции (хотя этот результат не был воспроизведён в большей выборке), а также тем фактом, что у пациентов с болезнью Крона наблюдается меньшее разнообразие кишечной флоры.

### Ограничения
Применима не ко всем группам населения. Например, в случае воспалительного заболевания кишечника эта гипотеза применима в случае внезапного увеличения уровня благосостояния отдельного человека или всей популяции, либо в случае переезда в более богатую страну, но не тогда, когда достаток остаётся неизменным на достаточно высоком уровне.
Гигиеническая гипотеза затрудняет объяснение того, почему аллергические заболевания возникают также в менее богатых регионах. Кроме того, контакт с некоторыми видами микробов увеличивает будущую восприимчивость к некоторым болезням, как в случае заражения риновирусом (основным источником простуды), который, в свою очередь, увеличивает риск астмы.

## Лечение
Последние исследования показывают, что манипулирование кишечной микробиотой может лечить или предотвращать аллергию и другие состояния, связанные с иммунной системой. Исследуются различные методы таких манипуляций. Так, использование пробиотиков не гарантирует восстановление микрофлоры кишечника. Пока что терапевтически релевантные микробы не идентифицированы. Однако в некоторых исследованиях было обнаружено, что пробиотические бактерии уменьшают аллергические симптомы. Другие исследуемые подходы включают пребиотики, которые способствуют росту кишечной флоры, и синбиотики, то есть одновременное использование пребиотиков и пробиотиков.
Если эти методы лечения получат признание, следует ожидать создание зелёных насаждений в городских районах или даже предоставление доступа к сельскохозяйственной среде для детей.
Гельминтная терапия — это лечение аутоиммунных заболеваний и иммунных расстройств путём преднамеренного заражения личинкой или яйцеклеткой гельминта. Гельминтная терапия возникла в результате поиска причин, по которым частота иммунологических нарушений и аутоиммунных заболеваний коррелирует с уровнем промышленного развития. Точная связь между гельминтами и аллергией неясна отчасти из-за того, что в исследованиях используются разные определения и результаты, а также из-за большого разнообразия как видов гельминтов, так и популяций, которые они заражают. Инфекции вызывают иммунный ответ 2-го типа, который, вероятно, развился у млекопитающих в результате таких инфекций; хроническая гельминтозная инфекция связана со сниженной чувствительностью периферических Т-лимфоцитов, и несколько исследований показали, что дегельминтизация приводит к повышению аллергической чувствительности. Однако в некоторых случаях гельминты и другие кишечные паразиты становятся причиной развития аллергии. Кроме того, заражение гельминтами и паразитами не является лечением, поскольку они могут стать причиной гельминтоза — одной из самых серьёзных забытых болезней. В настоящее время ведётся разработка лекарств, которые имитируют результат заражения, не вызывая при этом заболевания.

## Здравоохранение
Снижение доверия к гигиене имеет серьёзные возможные последствия для здравоохранения. Гигиена имеет важное значение для защиты уязвимых групп населения, таких как пожилые люди, от инфекций, предотвращения распространения устойчивости к антибиотикам и для борьбы с новыми возникающими инфекционными заболеваниями, такими как атипичная пневмония и лихорадка Эбола.
Неправильное понимание термина «гигиеническая гипотеза» привело к необоснованному сопротивлению вакцинации, а также другим важным мерам здравоохранения.

### Чистота
Нет доказательств того, что сокращение современной практики чистоты и гигиены окажет какое-либо положительное влияние на частоту хронических воспалительных и аллергических расстройств, но имеется значительное количество доказательств того, что это приведёт к увеличению риска инфекционных заболеваний. Для описания эффективных гигиенических мер используется понятие «целевая гигиена» (англ. targeted hygiene).

### Риск заражения
Международный научный форум по домашней гигиене разработал меры для снижения рисков домашних инфекций. Этот подход использует микробиологические и эпидемиологические данные для определения основных путей передачи инфекции в домашних условиях. Эти данные указывают на то, что основные пути заражения связаны с руками, поверхностями, контактирующими с пищевыми продуктами, а также с чистящими средствами. Одежда и домашнее бельё связаны с несколько меньшими рисками. Поверхности, контактирующие с телом, такие как ванны и умывальники, могут выступать в качестве носителей инфекции, как и поверхности, связанные с туалетами. Передача через воздух может иметь важное значение для некоторых патогенов. Ключевым аспектом этого подхода является то, что он обеспечивает максимальную защиту от болезнетворных микроорганизмов и инфекций, но менее требователен в отношении видимой чистоты, с тем чтобы обеспечивать приемлемое воздействие микробов окружающей среды.

### Практические рекомендации
По мнению канадского дерматолога Сэнди Скотницки, причиной дерматита и других кожных заболеваний может служить излишнее стремление к личной гигиене, в частности частое мытьё с применением мыла, скрабов и других средств очистки кожи от жира. Удаление жира и микробов с поверхности кожи может нарушать природный жировой баланс, что, в свою очередь, ведёт к раздражению кожи и даже её заболеваниям. Согласно профессору Скотницки, для поддержания чистоты тела и здоровья кожи следует мыться гораздо реже, чем диктуют современные бытовые предрассудки.

### Комментарии
1. ↑  Профессор медицины университета Торонто

### Сноски
1. 1 2 3 4  Scudellari, Megan (2017). News Feature: Cleaning up the hygiene hypothesis. Proceedings of the National Academy of Sciences. 114 (7): 1433–1436. Bibcode:2017PNAS..114.1433S. doi:10.1073/pnas.1700688114. PMID 28196925.
2. 1 2 3 4  Stiemsma, Leah (July 2015). The hygiene hypothesis: Current perspectives and future therapies. ImmunoTargets and Therapy. 4: 143–157. doi:10.2147/ITT.S61528. PMID 27471720.{{cite journal}}:  Википедия:Обслуживание CS1 (не помеченный открытым DOI) (ссылка)
3. ↑  Roduit, Caroline. The Hygiene Hypothesis // Environmental Influences on the Immune System / Caroline Roduit, Remo Frei, Erika von Mutius … [и др.]. — 2016. — P. 77–96. — ISBN 978-3-7091-1888-7. — doi:10.1007/978-3-7091-1890-0_4.
4. 1 2 3 4 5  Alexandre-Silva, Gabriel M. (December 2018). The hygiene hypothesis at a glance: Early exposures, immune mechanism and novel therapies. Acta Tropica. 188: 16–26. doi:10.1016/j.actatropica.2018.08.032. PMID 30165069.
5. ↑  Reconstituting the depleted biome to prevent immune disorders. The Evolution and Medicine Review. 2010-10-13. Архивировано 14 февраля 2021. Дата обращения: 11 февраля 2021.
6. 1 2  Daley, Denise (October 2014). The evolution of the hygiene hypothesis. Current Opinion in Allergy and Clinical Immunology. 14 (5): 390–396. doi:10.1097/ACI.0000000000000101. PMID 25102107.
7. 1 2  Versini, Mathilde (2015-04-13). Unraveling the Hygiene Hypothesis of helminthes and autoimmunity: origins, pathophysiology, and clinical applications. BMC Medicine. 13 (1): 81. doi:10.1186/s12916-015-0306-7. PMID 25879741.{{cite journal}}:  Википедия:Обслуживание CS1 (не помеченный открытым DOI) (ссылка)
8. 1 2 3 4  Björkstén, Bengt. The Hygiene Hypothesis: Do we still believe in it? // Microbial Host-Interaction: Tolerance versus allergy. — 2009. — Vol. 64. — P. 11–22. — ISBN 978-3-8055-9167-6. — doi:10.1159/000235780.
9. 1 2 3 4 5 6  van Tilburg Bernardes, Erik (November 2017). Hygiene Hypothesis in Asthma Development: Is Hygiene to Blame?. Archives of Medical Research. 48 (8): 717–726. doi:10.1016/j.arcmed.2017.11.009. PMID 29224909.
10. 1 2  Wendel-Haga, M. (November 2017). Is the hygiene hypothesis relevant for the risk of multiple sclerosis?. Acta Neurologica Scandinavica. 136: 26–30. doi:10.1111/ane.12844. PMID 29068485.
11. ↑  Parker, W. (2014-08-26). The 'hygiene hypothesis' for allergic disease is a misnomer. BMJ. 349 (aug26 2): g5267. doi:10.1136/bmj.g5267. PMID 25161287.
12. 1 2 3  Bloomfield, Sally F (2016-06-27). Time to abandon the hygiene hypothesis: new perspectives on allergic disease, the human microbiome, infectious disease prevention and the role of targeted hygiene. Perspectives in Public Health. 136 (4): 213–224. doi:10.1177/1757913916650225. PMID 27354505.
13. 1 2  Maizels, R. M. (July 2014). Helminths in the hygiene hypothesis: sooner or later?. Clinical & Experimental Immunology. 177 (1): 38–46. doi:10.1111/cei.12353. PMID 24749722.
14. 1 2  Strachan, D. (2000-08-01). Family size, infection and atopy: the first decade of the 'hygiene hypothesis'. Thorax. 55 (90001): 2S—10. doi:10.1136/thorax.55.suppl_1.s2. PMID 10943631.
15. 1 2  Shu, Shang-An (2018-12-18). Microbiota and Food Allergy. Clinical Reviews in Allergy & Immunology. 57 (1): 83–97. doi:10.1007/s12016-018-8723-y. PMID 30564985.
16. ↑  Stene, Lars C (February 2001). Relation between occurrence of type 1 diabetes and asthma. The Lancet. 357 (9256): 607–608. doi:10.1016/S0140-6736(00)04067-8. PMID 11558491.
17. ↑  Raison, Charles L. (December 2010). Inflammation, Sanitation, and Consternation. Archives of General Psychiatry. 67 (12): 1211–1224. doi:10.1001/archgenpsychiatry.2010.161. PMID 21135322.
18. 1 2  Rook, Graham A. W. (2013). Microbial 'Old Friends', immunoregulation and stress resilience. Evolution, Medicine, and Public Health. 2013 (1): 46–64. doi:10.1093/emph/eot004. PMID 24481186.
19. ↑  Rook, Graham A. W. (March 2011). Infection, immunoregulation, and cancer. Immunological Reviews. 240 (1): 141–159. doi:10.1111/j.1600-065X.2010.00987.x. PMID 21349092.
20. ↑  Rook, Graham A.W. (October 2003). Innate immune responses to mycobacteria and the downregulation of atopic responses. Current Opinion in Allergy and Clinical Immunology. 3 (5): 337–342. doi:10.1097/00130832-200310000-00003. PMID 14501431.
21. 1 2 3  Smith, Rosalind Stanwell (September 2012). The Hygiene Hypothesis and its implications for home hygiene, lifestyle and public health. Home Hygiene & Health. Архивировано 26 февраля 2021. Дата обращения: 11 февраля 2021.
22. ↑  Smith, Malcolm A. (1998). Evidence that childhood acute lymphoblastic leukemia is associated with an infectious agent linked to hygiene conditions. Cancer Causes & Control. 9 (3): 285–298. doi:10.1023/A:1008873103921. PMID 9684709.
23. 1 2 3  Okada, H. (2010-03-11). The 'hygiene hypothesis' for autoimmune and allergic diseases: an update. Clinical & Experimental Immunology. 160 (1): 1–9. doi:10.1111/j.1365-2249.2010.04139.x. PMID 20415844.
24. ↑  Greaves, Mel (August 2018). A causal mechanism for childhood acute lymphoblastic leukaemia. Nature Reviews Cancer. 18 (8): 471–484. doi:10.1038/s41568-018-0015-6. PMID 29784935.
25. ↑  Vallès, Yvonne (2018-09-29). Air Pollution, Early Life Microbiome, and Development. Current Environmental Health Reports. 5 (4): 512–521. doi:10.1007/s40572-018-0215-y. PMID 30269309.
26. ↑  Rook, G. A. W. (2010-03-11). 99th Dahlem Conference on Infection, Inflammation and Chronic Inflammatory Disorders: Darwinian medicine and the 'hygiene' or 'old friends' hypothesis. Clinical & Experimental Immunology. 160 (1): 70–79. doi:10.1111/j.1365-2249.2010.04133.x. PMID 20415854.
27. ↑  Filippi, C. M. (2008-10-29). Viral Trigger for Type 1 Diabetes: Pros and Cons. Diabetes. 57 (11): 2863–2871. doi:10.2337/db07-1023. PMID 18971433.
28. ↑  Rook, Graham A. W. (2011-11-17). Hygiene Hypothesis and Autoimmune Diseases. Clinical Reviews in Allergy & Immunology. 42 (1): 5–15. doi:10.1007/s12016-011-8285-8. PMID 22090147.
29. ↑  Vrushali, Pathak (Feb 2018). Plasmodium falciparum malaria skews globin gene expression balance in in-vitro haematopoietic stem cell culture system: Its implications in malaria associated anemia. Exp Parasitol. 185: 29–38. doi:10.1016/j.exppara.2018.01.003. PMID 29309785.
30. ↑  Sironi, Manuela (June 2010). The hygiene hypothesis: an evolutionary perspective. Microbes and Infection. 12 (6): 421–427. doi:10.1016/j.micinf.2010.02.002. PMID 20178858.
31. ↑  Wolfe, Nathan D. (May 2007). Origins of major human infectious diseases. Nature. 447 (7142): 279–283. Bibcode:2007Natur.447..279W. doi:10.1038/nature05775. PMID 17507975.
32. ↑  Kosiol, Carolin (2008-08-01). Patterns of Positive Selection in Six Mammalian Genomes. PLOS Genetics. 4 (8): e1000144. doi:10.1371/journal.pgen.1000144. PMID 18670650.{{cite journal}}:  Википедия:Обслуживание CS1 (не помеченный открытым DOI) (ссылка)
33. ↑  Fumagalli, Matteo (2009-06-08). Parasites represent a major selective force for interleukin genes and shape the genetic predisposition to autoimmune conditions. The Journal of Experimental Medicine. 206 (6): 1395–1408. doi:10.1084/jem.20082779. PMID 19468064.
34. 1 2  Leong, Rupert W. (2016). Hygiene Hypothesis: Is the Evidence the Same All Over the World?. Digestive Diseases. 34 (1–2): 35–42. doi:10.1159/000442922. PMID 26982573.
35. ↑  Lambrecht, Bart N (2017-10-01). The immunology of the allergy epidemic and the hygiene hypothesis. Nature Immunology. 18 (10): 1076–1083. doi:10.1038/ni.3829. PMID 28926539.
36. ↑  Marra, Fawziah (March 2006). Does Antibiotic Exposure During Infancy Lead to Development of Asthma?. Chest. 129 (3): 610–618. doi:10.1378/chest.129.3.610. PMID 16537858.
37. ↑  Thavagnanam, S. (April 2008). A meta-analysis of the association between Caesarean section and childhood asthma. Clinical & Experimental Allergy. 38 (4): 629–633. doi:10.1111/j.1365-2222.2007.02780.x. PMID 18352976.
38. ↑  Haspeslagh, Eline (October 2018). The hygiene hypothesis: immunological mechanisms of airway tolerance. Current Opinion in Immunology. 54: 102–108. doi:10.1016/j.coi.2018.06.007. PMID 29986301.
39. ↑  Sanders, Mary Ellen (May 2013). An update on the use and investigation of probiotics in health and disease. Gut. 62 (5): 787–796. doi:10.1136/gutjnl-2012-302504. PMID 23474420.
40. ↑  Rook, G. A. (2013-10-23). Regulation of the immune system by biodiversity from the natural environment: An ecosystem service essential to health. Proceedings of the National Academy of Sciences. 110 (46): 18360–18367. Bibcode:2013PNAS..11018360R. doi:10.1073/pnas.1313731110. PMID 24154724.
41. ↑  Zaccone, P. (2006). Parasitic worms and inflammatory diseases. Parasite Immunology. 28 (10): 515–23. doi:10.1111/j.1365-3024.2006.00879.x. PMID 16965287.
42. ↑  Weinstock, J V (2004). Helminths and harmony. Gut. 53 (1): 7–9. doi:10.1136/gut.53.1.7. PMID 14684567.
43. ↑  Nutman, Thomas B. (2016-10-05). Human Helminths and Allergic Disease: The Hygiene Hypothesis and Beyond. The American Journal of Tropical Medicine and Hygiene. 95 (4): 746–753. doi:10.4269/ajtmh.16-0348. PMID 27573628.
44. ↑  Loke, P. (June 2015). Helminths and the microbiota: parts of the hygiene hypothesis. Parasite Immunology. 37 (6): 314–323. doi:10.1111/pim.12193. PMID 25869420.
45. ↑  Bloomfield, Sally F. (July 2012). The Chain of Infection Transmission in the Home and Everyday Life Settings, and the Role of Hygiene in Reducing the Risk of Infection. Home Hygiene & Health. Архивировано 24 февраля 2021. Дата обращения: 11 февраля 2021.
46. ↑  Скотницки, Шульган'"`UNIQ--nowiki-0000005D-QINU`"'2021, Глава 2. «Одержимость чистотой»..